# Saud Kariri
Saud Kariri (arabisch سعود كريري, DMG Saʿūd Karīrī; * 8. Juli 1980 in Riad) ist ein saudi-arabischer Fußballspieler.
Kariri kam vom saudi-arabischen Erstligisten al-Qadisiya al-Chubar, als er mit 24 Jahren zum Spitzenclub Al-Ittihad wechselte. Im ersten Jahr gewann der torgefährliche Mittelfeldspieler dort gleich den Titel in der AFC Champions League und nahm an der Klub-Weltmeisterschaft teil. In der nationalen Meisterschaft reichte es zweimal nur zu Platz 3.
Nach dem enttäuschenden Abschneiden bei der Fußball-Weltmeisterschaft 2002 gehörte auch Saud Kariri zu den Spielern, die für einen Neuanfang in die saudi-arabische Fußballnationalmannschaft geholt wurden. Seitdem war er als Mittelfeldspieler bei der Fußball-Asienmeisterschaft 2004 im Einsatz und bestritt fast alle Spiele in der Qualifikation zur Fußball-Weltmeisterschaft 2006 in Deutschland. Auch bei der WM stand er als Stammspieler im Aufgebot Saudi-Arabiens.

## Statistik
Stationen
- al-Qadisiya al-Chubar (bis 2003)
- Al-Ittihad (2004–2013/2014)
- Al-Hilal (2013/2014–2016/2017)
- Al-Shabab (seit 2016/2017)

Einsätze (Stand 18. November 2016)
- 133 Einsätze für die saudi-arabische Nationalmannschaft (7 Tore)[2]

Titel / Erfolge
- AFC-Champions-League-Sieger: 2004, 2005
- Pro-League-Sieger: 2007/2008, 2008/2009
- King-Cup-Sieger: 2010, 2013, 2015
- Crown-Prince-Cup-Sieger: 2015/2016
- Super-Cup-Sieger: 2015/2016